# Hasseltia guatemalensis
Hasseltia guatemalensis là một loài thực vật có hoa trong họ Liễu. Loài này được Warb. mô tả khoa học đầu tiên năm 1893.